# Пяозеро
Пя̀о̀зеро (Пя-озеро, Пявозеро, Пувозеро) е езеро в Европейската част на Русия, Република Карелия. С площ от 659 km² е 6-о по-големина езеро в Република Карелия и 20-о по големина в Русия.

## Географска характеристика

### Географски показатели
Пяозеро е разположено в крайната северозападна част на Източноевропейската равнина, в северната част на Република Карелия, на 109,5 m н.в. То е среден водоем в речната система на река Ковда, вливаща се в Бяло море и най-долният участък на Кумското водохранилище.
Котловината на езерото е с ледниково-тектонски произход. Тя се дели на северна широка част и южна – тясна. От остров Вочкола на север до остров Майяшуари на юг преминава дълбоководна падина, от която на запад и изток се отделят странични падини, навлизащи в заливите на езерото. Основната част от дъното е покрито със сивозелена, а на места кафява тиня. Пяозеро има неправилна и удължена форма от север-северозапад на юг-югоизток с дължина 79 km и ширина 31,4 km. Има силно изрязана брегова линия. Бреговете му са високи, каменисти или пясъчни, покрити с гори. Южните и на места източните брегове са ниски и заблатени. В езерото има множество острови с обща площ 95,8 km², като по-големите са: Вочкала, Малошуари, Лайдошуари, Талвишуари, Майяшуари, Лупчанга и др.
Пяозеро е сравнително дълбоко езеро: средната му дълбочина е 15,4 m, а максималната 49 m, разположена в западната му част между остров Вочкала и нос Пехтаниеми. 22,7% от площта на езерото е с дълбочина от 0 до 5 m, 12,8% – от 5 до 10 m, 34,2% – от 10 до 20 m, 21,4% – от 20 до 30 m, 7,9% – от 30 до 40 m и 1% – под 40 m. В южната част дълбочината на езерото достига 35 – 40 m, а в северната – 40 – 49 m

### Водосборен басейн
Водосборният басейн на Пяозеро е сравнително голям – 12 900 km2, като речната му система е силно развита. В езерото се вливат множество реки, най-големи от които са: Оланга вливаща се в северозападната му част, Таванга (Тавайоки), Карманга, Кити, Кела, Ципринга (Боровска) и Пундома, водещи началото си от по-малки езера и блата. От юг на север през езерото протича река Ковда, която при вливането си в него носи името Софянга (изтича от езерото Топозеро), а след изтичането си – Кундозерка. След изграждането през 1966 г. на преградната стена на Кумското водохранилище при изтичането на река Ковда от езерото при село Кумпарог нивото на Пяозеро се повишава с 9 m и средното му ниво става 109,5 m, с 0,5 m по-ниско от намиращото се южно от него езеро Топозеро. Водообменът в езерото е силно забавен, а подхранването му е предимно със снежни води.

### Хидроложки показатели
Климатът в района на Пяозеро е доста суров със средногодишна температура от 0 °C до 1,5 °C. Средна януарска температура -13 °C и продължителна пролет. Лятото е умерено топло и дъждовно със средна юлска температура около 13 °C. В периода от средата на юли до средата на август в откритите части на езерото водата на повърхността се нагрява до 18 °C, а в затворените заливи и устията на реките и по-висока. Най-много се затопля водата до 10 – 12 m дълбочина, а след 15 m през лятото температурата спада от 12 °C до 6,5 °C на дъното.
Езерото замръзва обикновено около средата на ноември, като най-ранните срокове на замръзване са втората половина на октомври, а най-късните – първата половина на декември. Пяозеро се размразява през втората половина на май, най-рано – началото на май, най-късно – началото на юни. Водата в езерото е слабо минерализирана. Прозрачността е от 4 до 6,5 m, а цветът на водата жълтозелен. 

## Стопанско значение, населени места
На брега на езерото има само едно постоянно населено място – село Зашеек, разположено на източното му крайбрежие. От 1948 до края на 190-те години на езерото е функционирало пасажерско корабоплаване. Водите на Пяозеро се използват за производство на електроенергия, риболов, водоснабдяване и превоз на дървен материал.

## Топографски карти
- Лист от карта Q-36-XIII, XIV.
- Лист от карта Q-36-XIX, XX.